# Raimundo Wanderlan
Raimundo Wanderlan Penalber Sampaio (* 13. Mai 1960 in Autazes) ist ein brasilianischer Kommunalpolitiker.

## Werdegang
Wanderlan ist Mitglied des Partido do Movimento Democrático Brasileiro (PMDB). Bei den Kommunalwahlen 2012 wurde er zum Präfekten der Stadt Autazes gewählt. Seine Amtszeit dauert vom 1. Januar 2013 bis 31. Dezember 2016.